# Клушица
Клуши́ца, красноклювая альпийская ворона, красноносая альпийская галка (лат. Pyrrhocorax pyrrhocorax) — птица семейства врановых. Распространена в горах, на возвышенностях и морских побережьях Евразии и Северной Африки, на востоке ареала образует устойчивые городские поселения. Является близкой родственницей альпийской галки (Pyrrhocorax graculus), вместе с которой образует род Pyrrhocorax. Обладает чёрным блестящим оперением, часто с металлическим отливом синего или зелёного цвета, красным серповидным клювом и красными ногами. Вне сезона размножения образует большие стаи, насчитывающие сотни птиц.
Пары долговечные, одно и то же место для гнезда использует из года в год. Гнездится на скалистых уступах, речных обрывах, в расщелинах, охотно использует схожие по строению обитаемые и заброшенные постройки. Сроки размножения с апреля по июнь, в кладке от трёх до шести яиц. Питается летом беспозвоночными, зимой сочными плодами и семенами растений. Продолжительность жизни около 7 лет.

## Систематика
Основатель биноминальной номенклатуры Карл Линней составил первое научное описание клушицы в 1758 году. Обозначив её как Upupa pyrrhocorax, учёный поместил вид в один ряд с такими разными птицами, как удод и лесной ибис, обосновав это схожим строением клюва. Современное научное название утвердилось в 1771 году, когда английский орнитолог Мармадюк Танстелл в работе «Ornithologia Britannica» ввёл в научную литературу новый род Pyrrhocorax, в который поместил собственно клушицу и альпийскую галку. Несмотря на поздние существенные изменения в методах классификации птиц, систематика этих двух видов осталась прежней.
В филогенетическом отношении ближайшими родственниками клушицы и альпийской галки долгое время считались типичные вороны, особенно представители подрода Coloeus: галка и даурская галка. Исследование ДНК и цитохрома b, проведённое группой шведских и американских учёных в 2000-х годах, показало, что Pyrrhocorax наряду с ракетохвостой сорокой (Temnurus temnurus) значительно старше этой группы птиц и на филогенетическом дереве находятся в корневой группе всех врановых птиц. Слово Pyrrhocorax, давшее название одновременно роду и виду, является комбинацией двух древнегреческих слов: πύρρος («огненно-красный») и κόραξ («ворон»).

## Описание

### Внешний вид
Размером несколько крупнее галки: длина 36—42 см, размах крыльев 73—90 см, масса 210—350 г. Окраска оперения угольно-чёрная, блестящая, часто с зелёным, синим или фиолетовым отливом. Клюв достаточно длинный, серповидно загнутый книзу. Ноги также красного цвета, радужина тёмная. Половой диморфизм ни в окраске, ни в общих размерах не проявляется, хотя специалисты в лабораторных условиях могут определить мужскую или женскую особь по толщине клюва или длине цевки. У молодых особей оперение матовое, клюв более короткий и окрашен в бледно-жёлтый цвет.
Единственный похожий вид — близкородственная альпийская галка, чей ареал частично пересекается с ареалом клушицы. Она отличается меньшими размерами и, что более заметно, ярко-жёлтым, почти прямым коротким клювом. На большой высоте клушицу можно определить по почти прямоугольной форме крыльев и узкому в основании хвосту, распушённому в виде веера. Обыкновенная галка, помимо меньших размеров, имеет серые детали оперения.

### Голос
Голос звонкий и высокий, на 90 % отличный от голоса альпийской галки. Чаще всего можно услышать режущий слух клёкот «чиа» или «чиаа» с понижением на конце, несколько похожий на крик обыкновенной галки, но более резкий, высокий и насыщенный в конце. Бывает, что одновременно кричит множество птиц, что создаёт иллюзию непрерывного ора.

## Распространение
Районы обитания — горы и возвышенности, изредка приморские скалы Евразии и Северной Африки. В Европе гнездится на западных и южных побережьях Британских островов (в Ирландии, Великобритании, острове Мэн, Гебридах), в Иберии, Пиренеях, на полуострове Бретань, в Альпах, Апеннинах, горах Балканского полуострова, на островах Сардиния, Сицилия и Крит. В континентальной Африке два удалённых друг от друга участка — один на северо-западе континента в Атласских горах (Марокко, Алжир), второй на востоке в пределах Эфиопского нагорья. Обособленно гнездится на острове Пальма (Канарские острова).
В Азии распространена более широко, встречается практически во всех горных системах от Центрального Тавра на западе до Большого Хингана, Ляодунского залива и Шаньдунского полуострова на востоке. Северная периферия ареала частично находится на территории России: это Большой Кавказ, Алтай, Кузнецкий Алатау, Восточный Саян, Забайкалье. Случайные залёты известны на Урале и в Западной Сибири.
Наибольшая плотность поселений в высокогорьях — в Северной Африке от 2000 до 2500 м, в Гималаях от 2400 до 3000 м над уровнем моря. В отдельных случаях способна подниматься значительно выше: на склонах Эвереста клушицу наблюдали на высоте 7950 м над уровнем моря. На северо-западе Европы птица приспособилась к жизни на относительно невысоких приморских скалах, на востоке ареала — на открытых равнинных ландшафтах и в городской черте. В горах населяет обнажённые скалистые поверхности с уступами и расщелинами, речные обрыве и другие подобные места; в сравнении с альпийской галкой предпочитает более низкие высоты. На зиму птица откочёвывает в нижний пояс гор. Кормовые биотопы — различные луга, преимущественно в альпийском поясе гор.

## Питание
Питание смешанное с сезонными предпочтениями. Поздней весной и летом питается насекомыми, пауками, червями и другими беспозвоночными, которых склёвывает с земли или с помощью длинного клюва добывает в верхних слоях почвы. Как правило, кормится в невысокой траве. Подвид P. p. centralis, обитающий в Центральной Азии, известен добыванием паразитирующих насекомых на спинах диких и домашних млекопитающих. Ближе к концу лета переключается на растительные корма, в первую очередь на ягоды и другие плоды растений. Употребляет в пищу в том числе плоды культурных растений: терновника, крушины, оливы, яблони, овса и ячменя. Имеются единичные сообщении о нападении на землероек, ящериц и мелких птиц, а также поедания их яиц. В отличие от альпийской галки, клушица практически никогда не встречается на мусорных свалках.
Клушица участвует в распространении ягодных кустарников, разнося их семена.

## Размножение
К размножению приступает в двух- или трёхлетнем возрасте, в больших сообществах иногда несколько позже. Известна сильная привязанность клушицы к определённому гнездовому участку, равно как и партнёру: его смена происходит только в случае гибели одной из птиц. Аналогично клушица выбирает новое место для гнезда только тогда, когда старое разрушается или приходит в полную негодность. Размножается небольшими колониями, рыхлыми скоплениями, реже обособленными парами.
Гнездо бесформенное, сложено из сучьев, корешков, стебельков вереска, утёсника и других растений. Для закрепления гнезда могут быть использованы обрывки шерсти, например гималайского тара. Чаще всего оно расположено в расщелине скалы или на уступе обрывистого берега реки. Бывает, что углубление для гнезда выкопано самостоятельно, если грунт позволяет; в этом случае вырытая яма может достигать почти метровой глубины. Вместо природной поверхности клушица может использовать карьеры, шахты рудников и фасады построек — жилых зданий, буддистских монастырей, фортификационных сооружений. Птица не сторонится человека и гнездится даже в таких крупных населённых пунктах, как Улан-Батор.
Сроки размножения с апреля по июнь. В кладке от трёх до шести желтоватых или серовато-зелёных с бурыми пятнами яиц. Средние размеры яиц: 39×28 мм, масса около 15,7 г. Самка насиживает 17—18 дней, самец приносит ей корм. В отличие от птенцов альпийской галки, птенцы клушицы при появлении на свет покрыты лишь редким пухом. Способность к полёту проявляется в возрасте 31—41 дней. Максимальный известный возраст — 17 лет, средняя продолжительность жизни около 7 лет.

## Подвиды
Специалисты выделяют 8 современных подвидов клушицы, при этом разницами между ними может быть незначительной:
- Pyrrhocorax pyrrhocorax pyrrhocorax (Linnaeus, 1758). Номинативный, самый мелкий подвид. Распространён в Ирландии, на Острове Мэн, крайнем западе Уэльса и Шотландии. В 2001 году после полувека отсутствия обосновался в английском графстве Корнуолл[31].
- Pyrrhocorax pyrrhocorax erythropthalmus (Vieillot, 1817). Несколько крупнее номинативного подвида, в окраске присутствует зеленоватый оттенок. Распространён в континентальной Европе, за исключением Греции.
- Pyrrhocorax pyrrhocorax barbarus Vaurie, 1954[32]. В сравнении с предыдущей формой крупнее, имеет более длинные крылья и хвост. Это наиболее длинноклювый подвид — как пропорционально другим частям тела, так и в абсолютных цифрах. Распространён в Северной Африке и на острове Пальма (Канарские острова).
- Pyrrhocorax pyrrhocorax baileyi Rand & Vaurie, 1955[33]. Окраска оперения матовая. Распространён на двух разрознянных участках ареала в Эфиопии.
- Pyrrhocorax pyrrhocorax docilis (Gmelin, 1774)[34]. Крупнее африканского подвида, но имеет пропорционально более короткий клюв. Оперение с зеленоватым отливом. Гнездится в Южной Европе и Малой Азии от Греции к востоку до Афганистана, в том числе на Большом и Малом Кавказе.
- Pyrrhocorax pyrrhocorax himalayanus (Gould, 1862)[35]. Самая крупная форма, выделяется большим хвостом. Оперение с ярко выраженным синим или фиолетово-синим отливом. Распространён в Гималаях и западном Китае.
- Pyrrhocorax pyrrhocorax centralis Stresemann, 1928[36]. Мельче предыдущего подвида. Так же, как P. p. himalayanus, имеет синий либо фиолетово-синий отлив, но более слабый. Распространён в Центральной Азии.
- Pyrrhocorax pyrrhocorax brachypus (Swinhoe, 1871)[37]. Схож с предыдущем подвидом, в сравнении с ним имеет более слабый клюв. Гнездится в Южной Сибири, Монголии, северном и центральном Китае.